# Amitacum

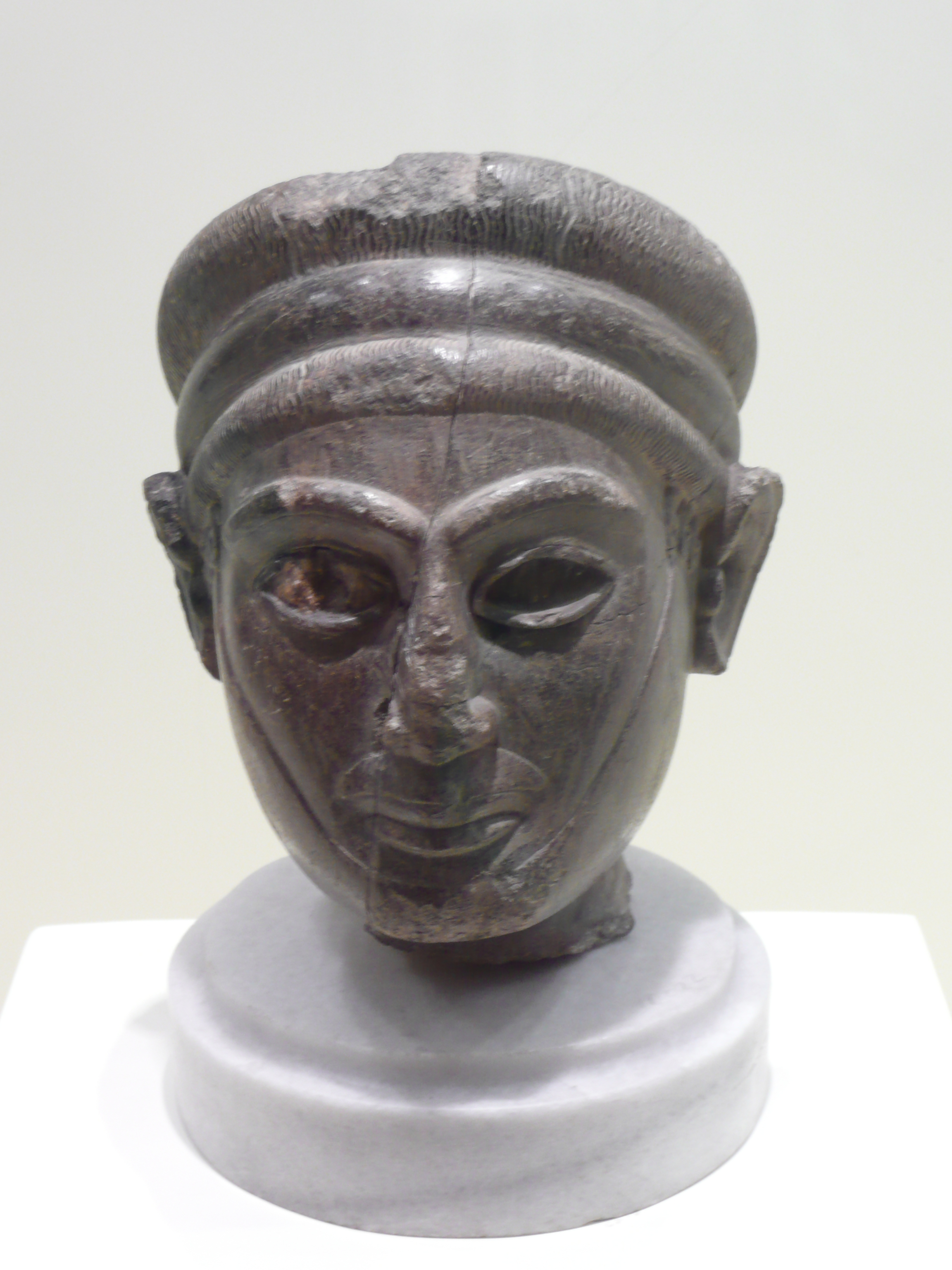
Busto de diorito de Iarinlim

Iamade e seus vizinhos Catna e Babilônia em ca.. Os territórios atacados pelos hititas no tempo de Iarinlim III estão situados a noroeste do reino

Amitacum, também referido como Amitakum, Amitaqum, Ammitakum ou Ammitaqum, foi um rei de Alalaque do século XVII a.C. (segundo a cronologia média), filho do rei antecessor Iarinlim. Teve um reinado excepcionalmente grande, tal como seu pai, o que levou a alguns estudiosos suspeitarem que, na verdade, houve mais de um monarca de mesmo nome que governou Alalaque por este período.

## Reinado
Amitacum sucedeu seu pai após seu falecimento durante o reinado do rei iamadita Niquemiepu, o sobrinho em segundo grau do antigo rei e seu primo em segundo grau, e a quem estavam vinculados por laços de vassalagem. Foi durante este período, contudo, que Alalaque começaria a adquirir sua semi-independência mediante esforços de Amitacum.
Sob Ircabetum, sucessor de Niquemiepu, transações de compra e venda de cidades e vilas foram realizadas entre estes reis de modo a ajustar as fronteiras compartilhadas entre eles; Se sabe que também comprou o assentamento de Age de certo Ircabetum, filho dum sacerdote chamado Amitacum. Foi provavelmente o rei Ircabetum o indivíduo deste nome que participou na cerimônia de casamento do príncipe de Alalaque Hamurabi com a filha dum homem da cidade de Ebla.
Sob Iarinlim III, o filho de Ircabetum, Amitacum deu-lhe a cidade de Adrate em troca de Iasul. Além disso, Amitacum declarou-se rei, apesar de continuar se considerando um vassalo iamadita, atitude essa motivada presumivelmente pela fraqueza do Reino de Iamade nesse momento. Amitacum nomeou seu filho Hamurabi como herdeiro em seu reino na presença de Iarinlim, que declarou-o servo do grande rei de Iamade, porém o monarca iamadita foi ator passivo na nomeação do herdeiro de Alalaque.
O rei hitita Hatusil I explorou a proclamação de suserania de Alalaque e a dissensão interna causada em Iamade e atacou Alalaque no segundo ano de suas campanhas sírias (ca. 1 650 a.C.). Iarinlim não enviou tropas para auxiliar Alalaque e a cidade foi conquistada e destruída, cortando a rota marítima da capital iamadita de Halabe (atual Alepo).

## Iarinlim II de Alalaque
O professor Nadav Na'aman propôs a teoria que o Iarinlim, pai de Amitacum, não era o único rei de Alalaque a portar este nome, tendo havido um homônimo que era neto do primeiro; o mesmo é dito para Amitacum, sendo possível ter havido dois indivíduos de mesmo nome. Na'aman baseou sua teoria nos reinados excepcionalmente longos de Iarinlim e Amitacum (aproximados 75 anos juntos), cobrindo o reinado de cinco reis iamaditas.
O número de reis em Alalaque é assunto amplamente debatido, e a teoria de Na'aman é apoiada por vários outros professores como Dominique Collon e Erno Gaál. Contudo, nenhuma evidência foi encontrada para provar a existência de um segundo Iarinlim e vários outros professores refutaram esta teoria, incluindo Horst Klengel e Marlies Heinz.